# 新潟県中部産業団地
新潟県中部産業団地（にいがたけんちゅうぶさんぎょうだんち）は、新潟県見附市の西部に位置する県営工業団地。見附テクノ・ガーデンシティーとも称される。新潟県企業局が産業団地を整備しており、この産業団地を企業へ分譲することで、産業構造の高度化や人口の定住化など、地域社会の活性化を図ることを目的に、県内の3地区で県営産業団地の開発を行っている。中部産業団地の他に南部産業団地（上越市）、東部産業団地（阿賀野市）がある。

## 用地
総面積や内訳は以下の通りであるが、このうち分譲しているのは工場用地と中心施設用地であり、区画を10に分けて分譲。2017年（平成29年）6月に全区画の分譲が完了した。
公園緑地は、上記の3地区の産業団地内には災害時の一時避難場所を確保する等の主旨から、必ず3%の緑地帯を造る事が義務付けられているため、国からの補助金を受けながら後述の中部産業団地公園（みつけイングリッシュガーデン）が造成された。
- 総面積…86.2 ha[1]
  - 内訳

工場用地…67.2 ha　　
中心施設用地…1.2 ha
公園緑地…2.6 ha　
道路・水路…9.2 ha　　
調整池…6.0 ha

## 進出企業
2007年12月31日現在の企業進出率は約60%で南部産業団地、中部産業団地、東部産業団地の3地区の中で最も高い水準となっている。また、進出企業数はリースも含めて38社となり、業種はさまざまで、製造業をはじめ、運輸業、卸売業、小売業のほか、中古自動車のオークション会場として使われているところもある。主な進出企業は以下のとおりである。
- プロデュース
- ユー・エス・エス
- 大崎自動車
- 商船三井ロジスティクス
- ユニオンツール
- 安武商事（イングリッシュガーデンホテル REANT ）
- 日本郵便（新潟郵便局）

## みつけイングリッシュガーデン
団地内に整備され、2007年6月1日より一部オープンし、2009年6月26日に全面開園となった。ガーデン内を3つのエリアに分け、エリアごとに異なるテーマに合わせてデザインし、各エリアを結ぶことで、それぞれの機能をより活かしたものとし、全施設において高齢者や身体障害者にも利用しやすいバリアフリー設計となっているため、多くの人々が足を運べるように造られている。また、コミュニティバスの停留所ともなっているため気軽に足を運ぶことができる。
この規模のイングリッシュガーデンは、新潟県内では最大面積であり、イングリッシュガーデンを日本に広めた第一人者である英国園芸研究家のケイ山田によってデザイン・監修された県内で唯一のガーデンである。毎年バラが満開を迎える6月初旬から中旬にかけて「フラワーフェスティバル」が開催され、期間中にはケイ山田による植栽実演会が行われるほか、演奏会、ガーデン茶会、園内を解説付きで回るガーデンツアー等が開かれる。夏には、芝生広場でスプリンクラーを使ったブルーシートスライディングや水鉄砲等のファミリー向けイベントや「夕暮れ音楽会」と称したキャンドルを灯しながらのジャズ演奏会が行われる等夜のガーデンを楽しむイベントが開催される。また、秋には「オータムガーデンフェア」が開催される。
隣接地にイングリッシュガーデンホテル REANTが2010年10月開業し、庭園の入り口近くではジェラートの販売や毎年6～9月の間ビアガーデンが開かれる等、様々なイベントが開催されている。
2024年5月21日、当園がイギリスの王立園芸協会のブリテン・イン・ブルームで英国外で初めて「ゴールドコミュニティ賞」を受賞。チェルシー・フラワー・ショーの「ブリテンインブルーム60周年記念ガーデン」会場で授賞式が行われ、見附市と市民ボランティア団体「ナチュラルガーデンクラブ」とケイ山田の三者が授与された。

## アクセス
JR信越本線 見附駅から「見附市コミュニティバス」に乗車し、「産業団地・イングリッシュガーデン」で下車（ただしA 直行便は停車しないため、BまたはB2を利用）。また、北陸自動車道中之島見附ICから約5分の位置にあることや国道8号が近くを通っているためアクセスのよい環境にある。